# NGC 4526
NGC 4526 (NGC 4560) je lećasta galaktika u zviježđu Djevici. Naknadno je utvrđeno da je NGC 4560 ista galaktika.

## Vanjske poveznice
- (engl.) SEDS: NGC 4526
- (engl.) Revidirani Novi opći katalog
- (engl.) Izvangalaktička baza podataka NASA-e i IPAC-a
- (engl.) Astronomska baza podataka SIMBAD
- (engl.) VizieR